# Elatine hexandra
Elatine hexandra é uma espécie de planta com flor pertencente à família Elatinaceae. 
A autoridade científica da espécie é (Lapierre) DC., tendo sido publicada em Icon. Pl. Gall. Rar. 14 (1808).

## Portugal
Trata-se de uma espécie presente no território português, nomeadamente em Portugal Continental e no Arquipélago dos Açores.
Em termos de naturalidade, é nativa das duas regiões anteriormente indicadas.

## Protecção
Não se encontra protegida por legislação portuguesa ou da Comunidade Europeia.